# Raymond Chirat
Raymond Chirat est un historien français du cinéma, né le 22 juillet 1922 dans le 3e arrondissement de Lyon et mort le 26 août 2015 dans la même ville.

## Biographie
Raymond Chirat fut élève au lycée de La Martinière de Lyon. Il est l'auteur de la filmographie française de longs métrages la plus importante, de 1908 à 1970, éditée par plusieurs cinémathèques en Europe (Bruxelles, 1975, Luxembourg, 1981, Toulouse, 1984, Paris, 1995). cette filmographie a été rééditée plus tard, et illustrée en collaboration avec Maurice Bessy et André Bernard, en sept volumes, pour les films français sortis entre 1929 et 1970.
Il a par ailleurs publié de nombreux ouvrages sur le cinéma, qu'il signe, soit seul, notamment : Julien Duvivier (1968), Henri Decoin (1973), Le Cinéma français des années trente et Le Cinéma français des années de guerre (1983), ou en collaboration - le plus souvent avec Olivier Barrot : Les Excentriques du cinéma français (1983), Inoubliables / Visages du cinéma français 1930-1950 (1986) entre autres.
À l'Institut Lumière de Lyon, la « Bibliothèque Raymond Chirat », dont il est l'initiateur en 1985, regroupe des documents concernant l'histoire du 7e art (photos, affiches, revues spécialisées...).
Il a été promu commandeur des Arts et des Lettres en 2005.

## Décorations
- Commandeur de l'ordre des Arts et des Lettres (2005) ; chevalier en 1987[5]

## Publications
- 1968 : Julien Duvivier, SERDOC
- 1973 : Henri Decoin, L'Avant-Scène
- 1975 : Catalogue des films français de long métrage, films de fiction 1929-1939, Cinémathèque Royale de Belgique (réédité en 1981)
- 1976 : Christian-Jaque (coauteur : Olivier Barrot), Cinémathèque suisse
- 1981 : Catalogue des films français de long métrage, films de fiction 1940-1950, Cinémathèque dMunicipale de Luxembourg.
- 1983 : Le Cinéma français des années trente, Hatier
- 1983 : Le Cinéma français des années de guerre, Hatier
- 1983 : Les Excentriques du cinéma français (coauteur : Olivier Barrot), Veyrier
- 1984 : Catalogue des films français de long métrage, films de fiction 1919-1929, en collaboration avec Roger Icart, Cinémathèque de Toulouse
- 1985 : La IVe République et ses films, Hatier
- 1986 : Inoubliables ! (coauteur : Olivier Barrot), Calmann-Lévy
- 1987 : Atmosphères, Hatier
- 1986-1992 : Histoire du cinéma français - Encyclopédie des films, avec Maurice Bessy et André Bernard, Pygmalion
- 1994 : Gueules d'atmosphère, les acteurs du cinéma français 1929-1959 (coauteur : Olivier Barrot), coll. « Découvertes Gallimard / Arts » (no 210), Gallimard
- 1995 : Catalogue des films français de fiction de 1908 à 1918, en collaboration avec Éric Le Roy, Cinémathèque française
- 1998 : Le Théâtre de Boulevard : « Ciel, mon mari ! » (coauteur : Olivier Barrot), coll. « Découvertes Gallimard / Littératures » (no 359), Gallimard
- 2000 : Noir & Blanc, 250 acteurs du cinéma français 1930-1960 (coauteur : Olivier Barrot), Flammarion  (ISBN 2-08-067877-9)
- 2002 : Salut à Louis Jouvet (coauteur : Olivier Barrot), Éditions du Rocher
- 2003 : La Vie de Marguerite Moreno 1871-1948, Éditions du Rocher
- 2007 : Sacha Guitry, l'homme-orchestre (coauteur : Olivier Barrot), coll. « Découvertes Gallimard / Littératures » (no 515), Gallimard
- 2009 : La Vie culturelle dans la France occupée (coauteur : Olivier Barrot), coll. « Découvertes Gallimard / Histoire » (no 548), Gallimard
- 2010 : Ciné-Club, portraits, carrières et destins de 250 acteurs du cinéma français 1930-1960 (coauteur : Olivier Barrot) Nouvelle édition de l'ouvrage Noir & Blanc paru en 2000, Flammarion  (ISBN 978-2-0812-4949-3)

### Documentaire
- 2007 : Raymond Chirat, l'œil et la mémoire, documentaire de Jean-Pierre Jackson, « L'Œil et la mémoire » (présentation de l'œuvre), sur l'Internet Movie Database